# Amanda Wyss
Amanda Wyss (ur. 24 listopada 1960 w Manhattan Beach) – amerykańska aktorka, znana przede wszystkim z drugoplanowego występu w kultowym Koszmarze z ulicy Wiązów w reżyserii Wesa Cravena.

## Filmografia
filmy
- 1982: Beztroskie lata w Ridgemont High (Fast Times at Ridgemont High) jako Lisa
- 1984: Koszmar z ulicy Wiązów (A Nightmare on Elm Street) jako Tina Gray
- 1985: Silverado jako Phoebe

seriale
- 1995: Napisała: Morderstwo (Murder, She Wrote) jako Laura Maples (sezon 11, odc. 20)
- 2002: Potyczki Amy (Judging Amy) jako Denise Wharton (sezon 3, odc. 24)
- 2004: Dowody zbrodni (Cold Case) jako Sonya Witkowski (sezon 1, odc. 15)
- 2006: Dexter jako pracownica socjalna (sezon 1, odc. 3)
- 2016: Z premedytacją (Murder in the First) jako Kat Cooper (trzy odcinki)
- 2022: Rekrut (The Rookie) jako Meredith Russell (sezon 4, odc. 17)